# Кадир Бакла
Кадир Гетрич Бакла (арап. خضر غترخ بقلة‎, романизовано Khader Ghetrich Baqlah; Аман, 15. септембар 1998), јордански је пливач чија специјалност је пливање слободним стилом углавном на дужим деоницама. Вишеструки је национални првак, учесник светских првенстава и Олимпијских игара.

## Каријера
На међународној сцени први пут се појавио на Светском првенству у малим базенима одржаном у Истанбулу 2012. где је са свега 14 година био један од најмлађих такмичара. Већ наредне године дебитовао је и на светском првенству у великим базенима у Барселони 2013, а две године касније у Казању 2015. пливао је у свим појединачним тркама слободним стилом (осим спринта на 50 метара) и на свих пет трка поправио је личне рекорде. Најбољи резултат на светским првенствима било му је 19. место у квалификацијама трке на 200 слободно на СП 2017. у Будимпешти.
Успео је да се квалификује за наступ на ЛОИ у Рио де Жанеиру као један од тек два члана јорданске пливачке репрезентације. Такмичио се у квалификацијама трке на 200 слободно, а време од 1:48,42 минута, иако његов лични рекорд, било је довољно тек за 31. место и самим тим Бакла се није успео квалификовати за полуфиналне трке.
Бакла је пливао и на светском првенству у корејском Квангџуу 2019, где је наступио у чак пет дисциплина. Најбољи резултат било му је 21. место у квалификацијама трке на 400 слободно у којој је испливао и нови национални рекорд у времену 3:51,59 минута. Трку на 200 слободно завршио је на 22, а ону на 100 слободно на 34. месту. Пливао је и у обе мешовите штафете, на 4×100 мешовито (25) и 4×100 слободно (27. место). 